# Montarlot-lès-Rioz
Montarlot-lès-Rioz är en kommun i departementet Haute-Saône i regionen Bourgogne-Franche-Comté i östra Frankrike. Kommunen ligger i kantonen Rioz som tillhör arrondissementet Vesoul. År 2022 hade Montarlot-lès-Rioz 314 invånare.

## Befolkningsutveckling
Antalet invånare i kommunen Montarlot-lès-Rioz
| Referens: INSEE |